# Eriococcus tinsleyi
Eriococcus tinsleyi är en insektsart som beskrevs av Cockerell 1898. Eriococcus tinsleyi ingår i släktet Eriococcus och familjen filtsköldlöss. Inga underarter finns listade i Catalogue of Life.